# エリアなかいち

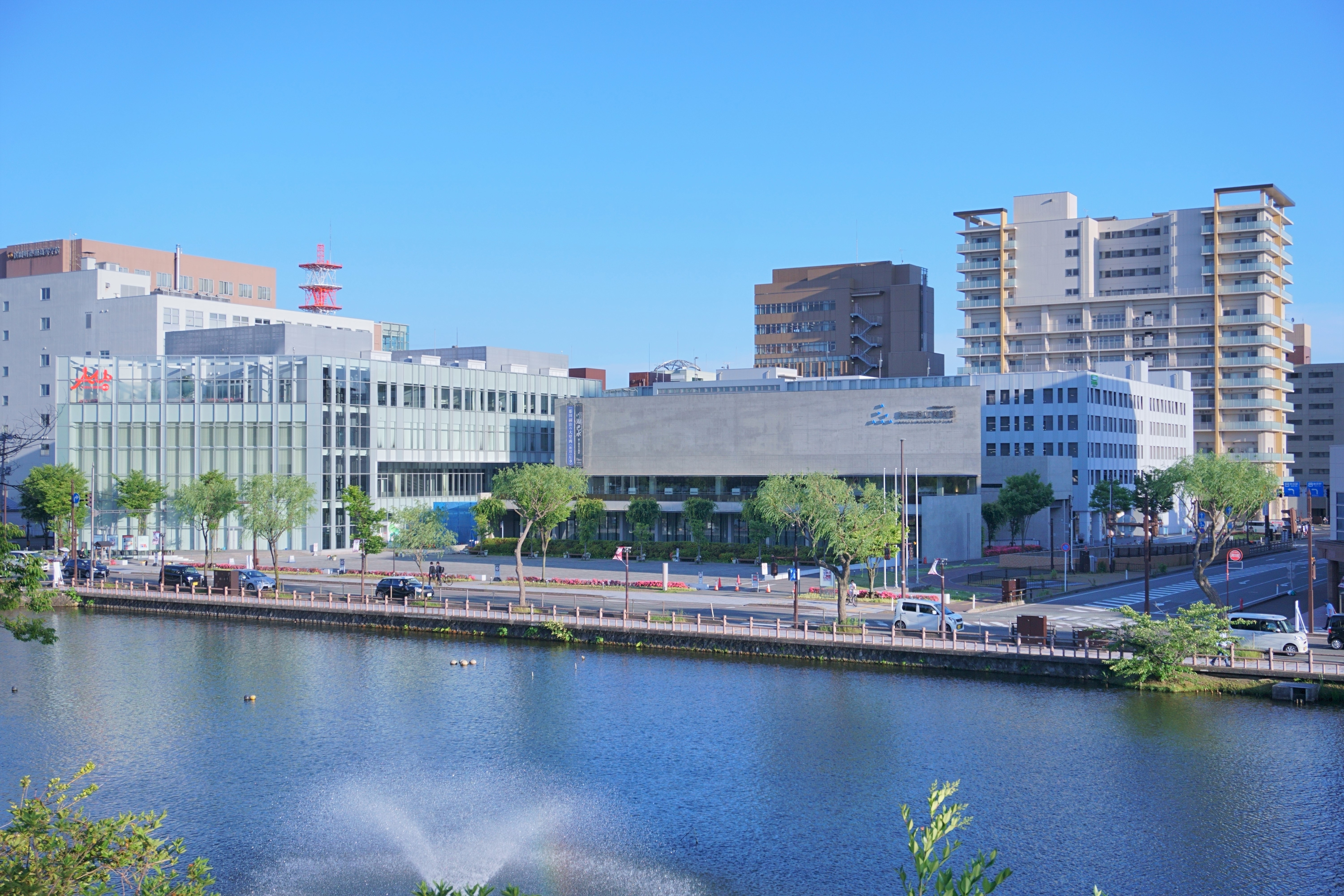
施設全景 （2022年6月）

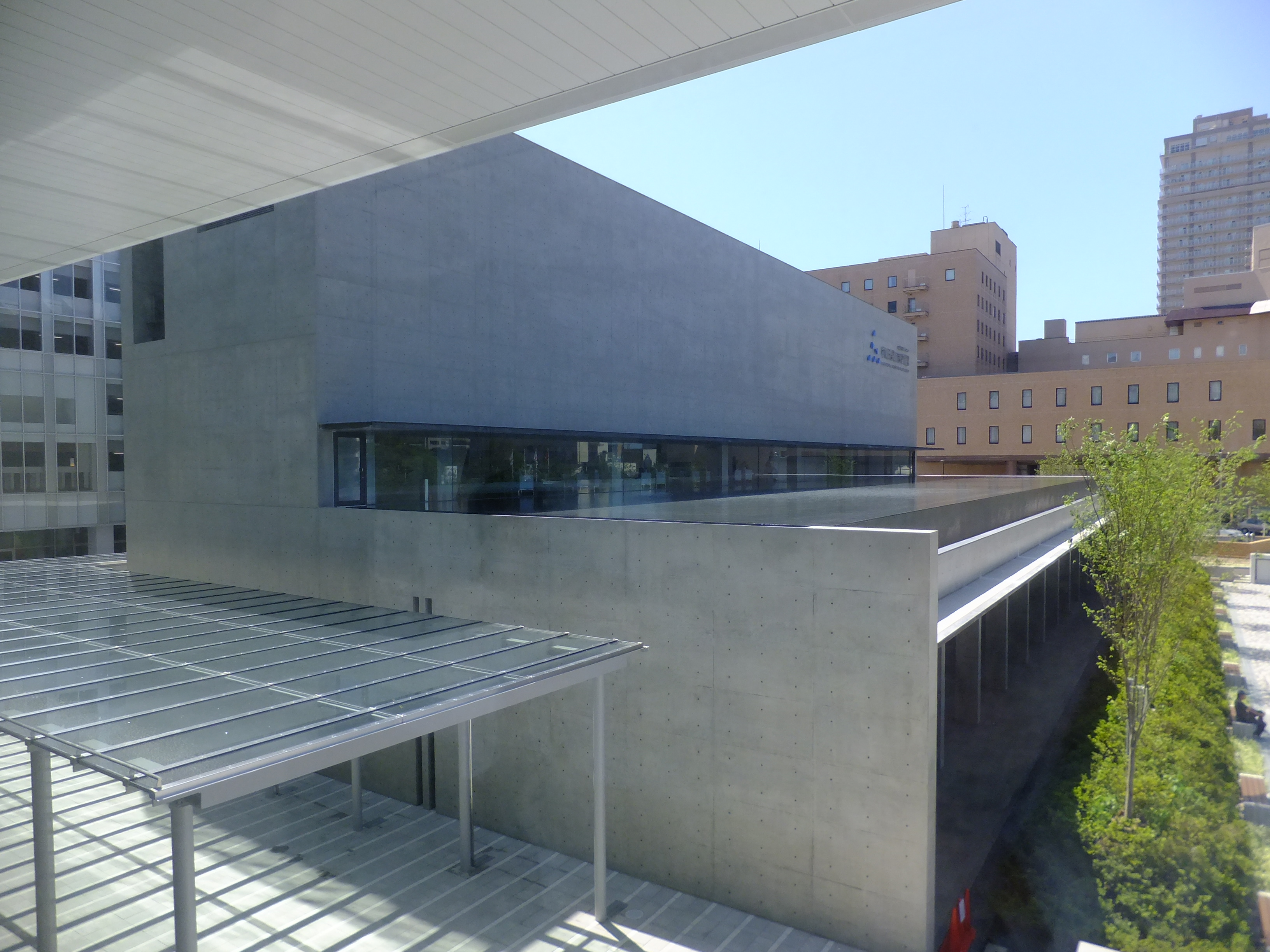
秋田県立美術館 平野政吉コレクション

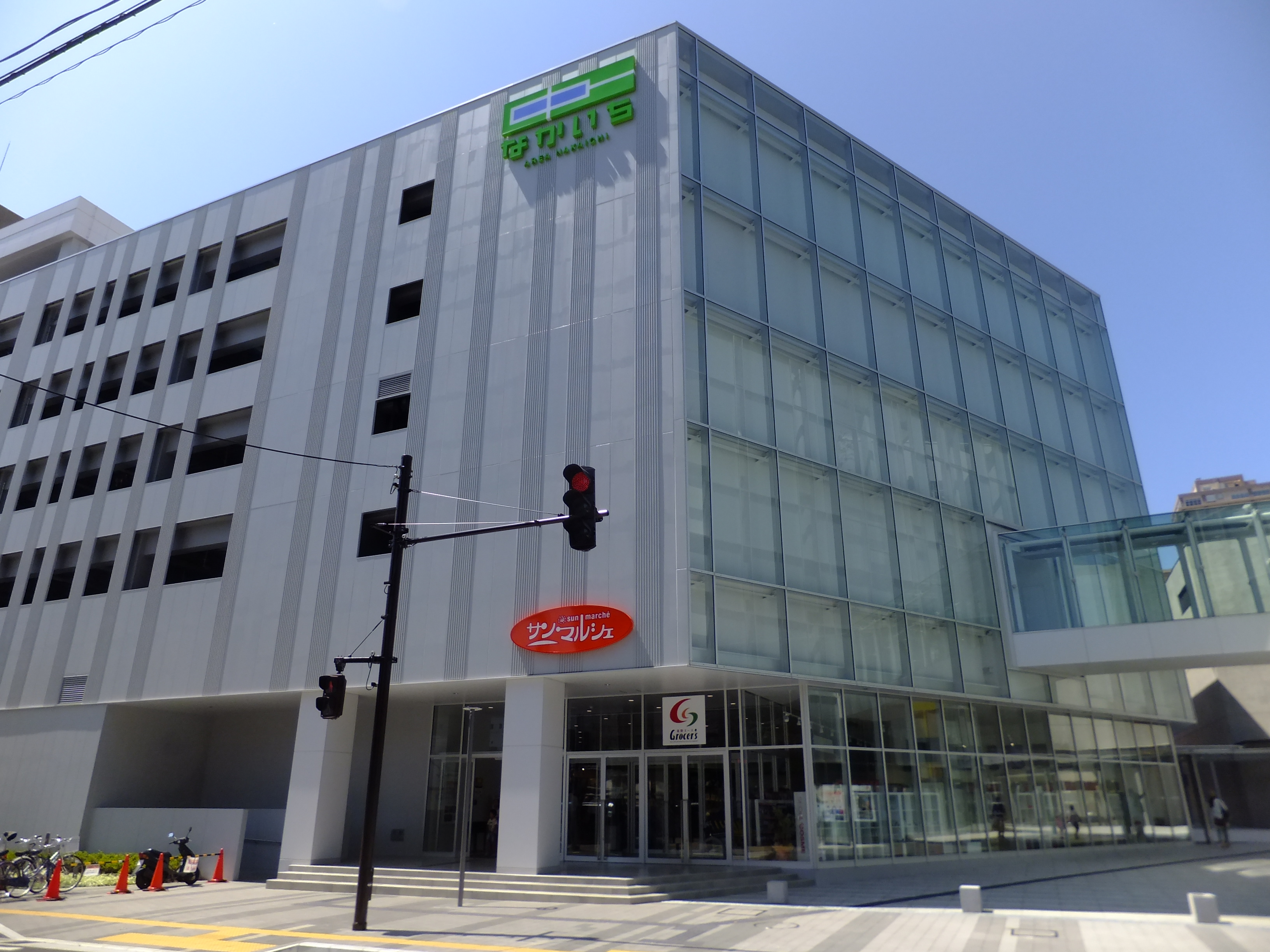
商業施設・駐車場棟

エリアなかいちは、秋田県秋田市中通一丁目にある再開発地域である。総事業費は約135億円で、そのうちの約80%を公費で負担している。

## 概要
秋田赤十字病院の郊外移転（1998年（平成10年）に秋田市上北手の現在地に移転）等によってうまれた秋田市中心部にある大規模な空閑地約1.7haを再開発して誕生したエリアである。
2012年（平成24年）7月5日に「秋田まちづくり」が管理・運営する駐車場・商業施設棟が先行開業し、7月21日に「秋田市にぎわい交流館AU」および秋田県立美術館（暫定開館）が開館し、再開発地区の街びらきを迎えた。
秋田県立美術館は館内の空気環境の整備の問題から本格開館が遅れる形になっており、藤田嗣治の作品などコレクションを旧館に残す形で暫定開館し2013年（平成25年）9月28日に秋田県立美術館の本オープンを迎えている。
また、2012年秋に住居棟が竣工している。
施行地区は南北を広小路と中央通りに、東西を二本の市道によって囲まれた区域であり、西側では秋田中央道路中央街区ランプ（出口専用）と接する。なお、当初はこの区域を再開発第一街区、秋田キャッスルホテルの建つ区域を再開発第二街区として、秋田キャッスルホテルを含めた約2.9haの再開発が計画されていたが、同ホテルの再開発事業からの撤退に伴い、事業面積は現在の1.7haとなった。
「エリアなかいち」の名称は公募により2011年（平成23年）11月19日に発表されたもの、あわせてマスコットキャラクター「与次郎」が発表された。このマスコットキャラクターは、千秋公園内の与次郎稲荷神社（與次郎稲荷神社）に祀られている狐を図案化したものである。
なお、2011年まで近接する中土橋で行われていた竿燈妙技大会の会場は、2012年よりエリアなかいち内のにぎわい広場に移ることとなった。
新しいもの好きな秋田の県民性も影響して開業1か月の来場者数は計画の約3.5倍に達するなど当初は順調に集客したものの、核店舗のまるごと市場が運営する「サン・マルシェ」は売上が目標に達しないとして2014年（平成26年）3月末で賃貸借契約を解除して撤退することになった。商業施設棟のうち食品売り場は4月3日から暫定的に営業を再開、同年中に商業施設の再オープンを果たしたものの、店舗の定着が今後の課題となっている。

## 施設

### 施設概要
秋田市にぎわい交流館 AU（あう）、秋田県立美術館 平野政吉コレクション（秋田市千秋明徳町の平野政吉美術館が移転新築）、商業施設・駐車場棟、住居・ケアハウス棟、にぎわい広場等の施設からなる。建築敷地面積はおよそ14,655m2、総建築面積およそ9,810m2、延床面積およそ41,665m2の施設群である（これに加えて約2,710m2のにぎわい広場が付設する）。

### 秋田市にぎわい交流館
秋田市が運営する文化交流施設、「世代を超えた文化・交流拠点」をコンセプトに、多目的室、各種工房スペース、アートギャラリー、研修室等からなる施設である。1階の『音響工房』は、「スタジオなかいち」の愛称で、ラジオ番組の放送等が行われている。この他「まち発見ステーション」機能として秋田市の文化や魅力を紹介するコーナーが設けられており、フォンテ秋田7階にあった「まちの駅あきた」（2012年3月に閉館）の機能を引き継ぐこととなる。「にぎわい交流館 AU」の愛称は再開発地区の愛称「エリアなかいち」とともに公募により選ばれ、2011年（平成23年）11月19日に発表された。

### 秋田県立美術館 平野政吉コレクション
『秋田の行事』等、藤田嗣治作品を多く所蔵する平野政吉美術館を移転して開業した施設である。
2013年（平成25年）9月28日に旧美術館から収蔵品を移設し本格オープンした。
建物の設計は安藤忠雄、秋田県が設置し、公益財団法人平野政吉美術財団が運営する。
2011年（平成23年）6月に「秋田県立美術館 平野政吉コレクション」という名称が制定され、その後公募により2011年（平成23年）10月にシンボルマークおよびロゴタイプが選定された。
なお、当初は他の施設群と合わせて2012年（平成24年）4月オープン予定であったが、エリアなかいちのオープンそのものが東日本大震災にともなう工事の遅れにより当初より3か月遅れ、当美術館については竣工後の施設内の空調を安定させるためのねかせ期間が必要となった事で、本格オープンは翌年秋へと更にずれ込むこととなった。
これについては、当初より建物竣工後のねかせ期間が必要であったことは明らかであり、震災の発生如何にかかわらず元々2012年のオープンが不可能であったことから、2012年オープンを標榜していたことに対し批判がある。
また、美術館移転後の旧施設の建物利用も課題となっており、千秋公園内の佐竹資料館の移転計画があったが頓挫している。
なお、施設自体はにぎわい交流館 「あう」と合わせて2012年7月21日に暫定オープンしており、本格オープンまでの期間、企画展を中心に活用された。

### 商業施設・駐車場棟
1階と2階の一部約3,700m2が商業施設で、2階から5階と屋上に合計約500台収容の駐車場が併設されたビルである。
この商業床部分は地権者や秋田まるごと市場をはじめとする地元企業が出資して設立した「秋田まちづくり株式会社」が取得している。開業時点の商業床の核店舗は秋田まるごと市場が運営する総合食品売り場「サン・マルシェ」（約2,500m2）で、これを含め食品を中心とした29店が入居し、全施設の本格オープンに先立って2012年7月5日に開業した。
しかし、核店舗のまるごと市場が運営する「サン・マルシェ」は売上が目標に達しないとして2014年（平成26年）3月30日で賃貸借契約を解除して撤退することになった。4月3日から「なかいちプラザ」として食品売り場が営業を再開、その後空きテナントの解消が課題となっていたが、同年中に商業施設のリニューアルが行われ、12月22日に『@4の3』（アットヨンノサン）として再オープンを果たしている。

### 住居棟
高さ51.6m、13階建。低層部（2、3階）は賃貸住宅、中層部（4 - 9階）はケアハウス、高層部（10 - 13階）は分譲住宅となっている。分譲住宅としての販売戸数は23戸で、既に完売している。

### 広場
| 竿燈妙技大会等、大型のイベントに使用される「にぎわい広場」。にぎわい交流館から |  | 秋田県立美術館と商業施設棟に面する「なかいち広場」 |
| 竿燈妙技大会等、大型のイベントに使用される「にぎわい広場」。にぎわい交流館から |  | 秋田県立美術館と商業施設棟に面する「なかいち広場」 |

広小路に面した「にぎわい広場」と、にぎわい交流館・秋田県立美術館・商業施設に囲まれた中庭的な広場の「なかいち広場」の2つがある。にぎわい広場は上述の通り竿燈妙技大会をはじめとする各種イベントに使用されており、なかいち広場の方も、広場に面した商業施設棟2階に大型画面が設置されていることから、高校野球のパブリックビューイング等のイベントに使用されている。また、2019年6月28日、県立美術館と商業棟の間の屋外通路に広小路商店街振興組合とエリアなかいちの指定管理を手掛ける秋田まちづくりが、市民から寄贈を受け、誰でも自由に弾くことできる「ストリートピアノ」を設置した。

## 沿革
秋田赤十字病院の郊外移転および秋田中央道路が都市計画決定された当初から、跡地地区の再開発計画は重要な課題となっており、赤十字病院移転の前年（1997年）には早くも再開発準備組合が発足している。当初の計画では芸術・文化ホールを核とした複合施設計画であり、2004年（平成16年）度オープンを目標としていたが、市による事業計画検証の結果撤回され、具体的な計画は一旦白紙に戻される事となる。なお、2004年12月には再開発地区の商業床取得会社「秋田まちづくり株式会社」が設立された。
その後2006年（平成18年）2月に新事業計画の素案が発表、ホテル、高層住宅、健康施設、駐車場棟、商業モール、シンボル広場、歴史文化施設からなる再開発計画が発表された。しかし、当初佐竹史料館の展示移設を構想していた歴史文化施設では、その意義と集客性が疑問視されたこと、また当初は秋田キャッスルホテルが再開発第一街区に新ホテル棟を建設し移転、現在のホテルが建つ区域を再開発第二街区として跡地にバンケット施設等を整備する構想であったが、2000年代に入って秋田市内でホテル建設・開業が相次ぎ、外部環境が大きく変化したために同ホテルが再開発事業から撤退したことで、再開発事業はさらに計画の見直しを余儀なくされ、停滞することとなった。
このような状況の中、市では秋田統合文化センター（A.I.C.C.）構想と称する独自の公共公益施設構想を進め、県でもまた、平野政吉美術館 (秋田県立美術館)の移転再整備構想を進めていた。このような計画の見直しを経て、2007年（平成19年）11月には再開発計画の最終合意が発表され、商業モール、健康施設、広場、駐車場、公共公益施設、居住施設を骨子とする再開発計画がまとまった。ここで正式に県が平野政吉美術館の移転再整備を表明することとなり、また市では当初計画であった歴史文化施設構想を撤回して、後ににぎわい交流館となる公益施設の計画を進めていくこととなる。しかし、当初の計画になかった美術館の移転構想が浮上した経緯が不透明であること、また後に安藤忠雄に美術館の設計を委託した経緯も不透明であったことから、美術館については後々まで県民の一部から計画の見直しを求める声が上がることとなった。
2008年（平成20年）6月には商業施設に関する基本合意が行われ、丹青社の連結子会社である丹青モールマネジメントに商業床を一括転貸することで合意しているが、後に商業施設の計画面積は縮小されている。同7月には事業計画原案が公表され、10月に再開発地区の都市計画変更が決定されたことで、事業計画は大きく具体化することとなった。
2009年（平成21年）2月には再開発準備組合から本組合へと移行し、本組合の設立・事業認可を受けている。再開発事業計画はその後数回にわたって変更を受けているが、2010年（平成22年）には施設着工を前にして市道仲小路の内、再開発区域に係る区間が廃止され、施設計画も商業施設棟が旧来の仲小路を塞ぐように建ち、商業施設建物内の動線が旧来の仲小路と繋がるように変更された。2010年12月27日に施設建築物の起工式を行い、本工事に着手。その後東日本大震災にともなう3か月の工事の遅れがあり、街びらきが2012年7月に変更されたが、上述の通り7月5日に駐車場・商業施設棟が、7月21日に秋田市にぎわい交流館および秋田県立美術館がオープンを迎えた。
この間2001年（平成13年）には、ワールドゲームズ2001のブールスポーツ（スポールブール・ペタンク）競技が、当再開発区域内の特設会場で開催された。また着工までの期間市内中心部の野外イベントスペースやイベント時の駐車場などとしても使用された。
2009年には、同年実施の市長選挙で、従来の秋田市役所本庁舎の全面改修工事ではなく、本庁舎の移転新築を行った場合の候補地の一つとして、当地が候補者らの間で争点に出されており、移転を行わない場合は、大規模耐震改修工事を行うことで、現在地での改築・新築についてはどの候補者も否定的であったが、最終的には、隣接するNHK秋田放送会館跡地を含めた従来の所在地に新築することで決着した経緯がある。
2020年東京オリンピックの聖火リレーでセレブレーション会場となった、聖火ランナーは公募により1万人程度が選ばれた、聖火リレーについて、組織委員会はスポンサー企業4社と各都道府県実行委員会が行ったランナー公募に延べ53万5717件の応募があったと発表した。

### 年表
- 1997年（平成9年）
  - 日赤・婦人会館跡地等再開発準備組合が発足。
  - 12月9日 - 秋田中央道路が都市計画決定される[28]。
- 1998年（平成10年）7月 - 秋田赤十字病院が秋田市上北手に移転。
- 2000年（平成12年）7月4日 - 中通一丁目地区約2.9haの第一種市街地再開発事業が都市計画決定される[29]。
- 2001年（平成13年）8月16日 - 26日 - ワールドゲームズ2001が秋田市を中心として開催される。当区域はワールドゲームズプラザとして、8月17日 - 19日までブールスポーツ競技が開催され、市街中心におけるPRプラザとなった。
- 2004年（平成16年）12月24日 - 「秋田まちづくり株式会社」が設立される[20]。
- 2006年（平成18年）
  - 2月 - 新事業計画素案が公表された。
  - 6月2日 - 中通一丁目地区市街地再開発事業推進協議会が設置された。
  - 8月30日 - 中通一丁目地区市街地再開発事業推進協議会（第3回会議）にて基本方針への合意が行われた[21]。
- 2007年（平成19年）
  - 9月15日 - 秋田中央道路が供用開始。中通地区には中央街区ランプ（西行き出口専用）が開設される。
  - 11月27日 中通一丁目地区市街地再開発事業推進協議会（第5回会議）にて整備方針への最終合意が行われた[23]。
- 2008年（平成20年）
  - 6月30日 - 商業施設に関する基本合意が行われた[24]。
  - 7月16日 - 事業計画原案が公表された。
  - 10月15日 - 再開発事業都市計画の変更が行われ[30][29]、施設建設物の計画面積が縮小された。
- 2009年（平成21年）
  - 2月6日 - 中通一丁目地区市街地再開発組合の設立・事業認可を受け、準備組合から本組合に移行した。
  - 4月15日 - 都市再開発法に基づき、権利変換手続き開始の登記が行われた。
  - 10月27日 - 秋田中央道路が都市計画変更され、南ルート建設計画が正式に廃止された[31]。
  - 12月28日 - 再開発事業都市計画の変更が行われ[32]、施設建設物の計画面積が縮小された。
- 2010年（平成22年）
  - 2月22日 - 事業計画の第1回変更[33]。
  - 3月23日 - 事業計画の第2回変更[34]。
  - 8月27日 - 事業計画の第3回変更[35]。
  - 12月24日 - 清水建設と、施設建築物の工事請負契約を締結した。
  - 12月27日 - 起工式が行われ、建設工事が開始された。
- 2011年（平成23年）
  - 6月27日 - 新県立美術館の通称が秋田県立美術館 平野政吉コレクションに決定した[14]。
  - 11月19日 - 再開発地区の愛称等が決定し、再開発エリアはエリアなかいちに、秋田市にぎわい交流館の愛称がにぎわい交流館AU （あう）に、それぞれ決定した。またマスコットキャラクターとして「与次郎」が制定された[5]。
- 2012年（平成24年）
  - 6月29日 - 住居棟を除く施設工事の完成。
  - 7月5日 - 商業施設・駐車場棟が先行開業[1]。
  - 7月21日 - 秋田市にぎわい交流館AUと秋田県立美術館（暫定開館）が開館し[2]、再開発地区の街びらきを迎えた。
  - 9月28日 - 住居棟が竣工し、計画された全施設が完成した。
  - 10月14日 - 秋田県立美術館の入館者数が10万人に到達[36]。
  - 10月29日 - 秋田キャッスルホテルにて、再開発事業完成祝賀会が開かれた[37]。
- 2013年（平成25年）
  - 2月1日 - 秋田県立美術館の入館者数が20万人に到達[38]。
  - 3月25日 - 再開発組合が解散[39]。
  - 4月1日 - 住居棟4 - 9階に、ケアハウス「スマートライフ中通」が開業[40]。
  - 4月14日 - 広小路に面して「与次郎」の石像を設置した[41]ものの、4月23日と26日に相次いで髭が折られ破損しているのが発見され[42][43]、市では秋田中央署に被害届を提出するとともに、銅像の周囲を鎖で囲み保護する措置が取られた[44]。また、髭の材質もアクリル製からゴム製に変更された。
  - 8月 - 「与次郎」の石造に祠が設置された[45]。
  - 9月28日 - 秋田県立美術館本オープン[4]。
  - 10月6日 - 商業施設の利用者数が200万人に到達[46]。
- 2014年（平成26年）
  - 3月30日 - 商業施設棟内の「サン・マルシェ」が営業を終了[47]。
  - 4月3日 - 一時休止した商業施設が「なかいちプラザ」として暫定的に営業を再開[10]。
  - 12月20日 - 商業施設の改装を終え、『@4の3』（アットヨンノサン）として再オープンを迎える[11]。
- 2016年（平成28年）
  - 6月2日 - 「@4の3」1階に「さきがけNewsCafe」オープン[48]。
  - 8月1日 - 住宅棟1階に子ども向け歯科「なかいちキッズワールドデンタルクリニック」が開院[49]。

## 交通アクセス
| 中心市街地循環バス「ぐるる」に使用される専用塗装車両。 |  | 中心市街地循環バス「ぐるる」に使用される専用塗装車両。 |
| 中心市街地循環バス「ぐるる」に使用される専用塗装車両。 |  |                                                        |

JR秋田駅西口より、徒歩では「ぽぽろーど」と「仲小路」を直進し10分ほど。バスでは千秋公園入口（広小路側：秋田駅からの一方通行）、中通一丁目または中通二丁目（中央通り側：秋田駅への一方通行）の各バス停が最寄りである。また、エリアなかいちのオープンにあわせ、中心市街地を循環する100円バスが運行を開始した。当初は試験運行であったが、2013年（平成25年）4月1日より本格運行に移行、7月7日からは「ぐるる」の愛称とともに専用塗装のバス2台による運行が行われている。
なお、当初計画では、秋田駅西口と再開発エリアを結ぶ低床トラムの運行計画があったが、事業化の目処が立たない事から見送られる事となった。